# 『スター・ウォーズ』のオープニングクロール
『スター・ウォーズ』のオープニングクロールは、ジョージ・ルーカス監督によるアメリカの叙事詩的なスペースオペラ映画『スター・ウォーズ』シリーズのうち、全ての番号付きエピソード（スカイウォーカー・サーガ）において代名詞的なものとなっているオープニングのシークエンスである。
オープニングクロールの前に、星屑がちりばめられた漆黒の空の中、「遠い昔 はるかかなたの銀河系で…」という青色の固定のテキストの後、『スター・ウォーズ』のロゴが表示され、消える前に画面中央に向かって縮小する。その後に流れてくる文章は、映画のバックストーリーと設定を表現しており、画面の中の比較的高い位置に向かって流れ、明らかに遠方へと消えていくように見せている。映像はジョン・ウィリアムズ作の「スター・ウォーズのメインタイトル」にのせて流れる。この一連のオープニングは、ルーカスフィルムが手掛ける全てのスター・ウォーズ映画において最初に流れる。 
このオープニングクロールは、アニメーション映画である『スター・ウォーズ/クローン・ウォーズ』、スピンオフ映画である『ローグ・ワン/スター・ウォーズ・ストーリー』や『ハン・ソロ/スター・ウォーズ・ストーリー』では使用されていない。しかしながら、これら3作はいずれも「遠い昔 はるかかなたの銀河系で…」で始まる。加えて、『ハン・ソロ/スター・ウォーズ・ストーリー』のオープニングシークエンスでは短いバックストーリーを同じ形式で流し、『スター・ウォーズ/クローン・ウォーズ』では、文字の代わりにナレーターがニュースリールに似た形式で物語の全体像を語る（これはテレビアニメ版も、「遠い昔 はるかかなたの銀河系で…」がない点以外は同様である）。

## 構成

概略（文章はヨハネによる福音書）

それぞれの映画は「遠い昔 はるかかなたの銀河系で…」（英: A long time ago in a galaxy far, far away....）という青色の固定テキストで始まる。続いて『スター・ウォーズ』のロゴが、まるで鑑賞者から消えるように星空の前で縮小していく。最初に出てくるところではロゴの端は画面のフレームからはみ出しているように見え、ロゴが後退していくうちに、フィルムのエピソード数と副題（オリジナル版『スター・ウォーズ』を除く）のクロールテキストが始まり、3段落で構成された映画のあらすじが続く。テキストは上方へとスクロールし、スクリーン下部から離れていき、透視投影のフレーム上部の消失点へと向かっていく。どのバージョンのオープニングクロールも、三つのドットで終わる『エピソード6/ジェダイの帰還』を除いて四つのドットの省略記号で終わる。テキストが消失点へと近づいていくと、フェードアウトし、カメラが下部へとティルトしていき（『エピソード2/クローンの攻撃』のみ逆に上昇する）、そして映画が始まる。

## 起源

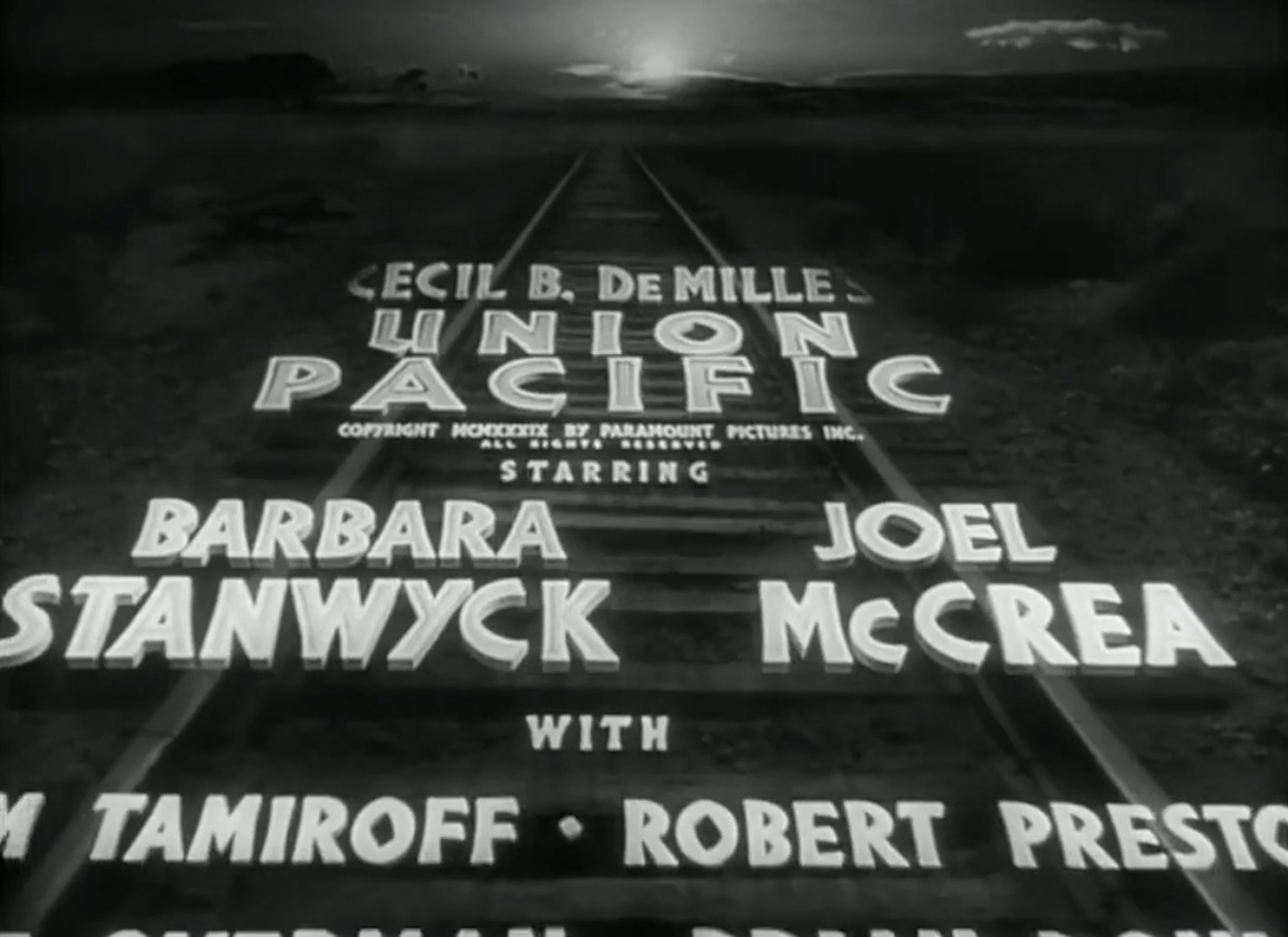
セシル・B・デミルの映画『大平原』(1939)

本編に採用されなかったダン・ペリによる『スター・ウォーズ』のロゴタイプ。『エピソード4/新たなる希望』のポスターで使用された。

ルーカスによると、オープニングクロールは、連続活劇の『フラッシュ・ゴードン』と『バック・ロジャース』の映画作品の始まり方から影響を受けたという。こうした作品からルーカスは『スター・ウォーズ』サーガを書くインスピレーションを受けた。オープニングクロールの開発は、ルーカスと熟練の映画タイトルデザイナーであるダン・ペリとの共同作業の一部として生じた。1976年、ルーカスはペリをカリフォルニア州のヴァンナイズにあるルーカスフィルムのポストプロダクション会社であるILMへと招いた。ルーカスの許可が下りるようなコンセプトを仕上げるのに苦労したのち、ペリは結果的に、セシル・B・デミルの映画『大平原』（1939年）のオープニングクレジットを基に、文章による導入という構想を練った。そのクレジットは文章が遠くの消失点に向かって流れていくさまを見上げるような角度で見せるようにしている。ルーカスはそのアイデアを承諾し、ペリは美術担当のアレックス・タヴォウラリスの絵コンテを基に、スケッチと試作品を完成させた。これが今では有名な映画『スター・ウォーズ』オープニングクロールの誕生となった。最初のころのオープニングクロールは、美術担当のアレックス・タヴォウラリスが手掛けた絵コンテと、三次元の"THE STAR WARS"のロゴによって構成されている。
ペリはオープニングクロールと同じ挙動で動く、星で埋め尽くされた大文字で構成されたロゴタイプもデザインした。ルーカスは、結果的に読みやすさの問題からペリのロゴを却下し、代わりにロサンゼルスの広告代理店Seiniger Advertisingのアートディレクターであるスージー・ライスのものを採用した。ルーカスは、既にライスに映画館のオーナーに配布するための販促用パンフレットをデザインするよう依頼していた。伝えられるところによれば、彼はライスに観客を怖がらせるようなロゴを作るよう指示し、「非常にファシスト」なスタイルのロゴを求めた。ライスは、ドイツの歴史的なタイポグラフィに感化され、ヘルベチカを変化させたものを使った外枠のある太字のロゴタイプを製作した。ルーカスからフィードバックをもらったのち、ライスはSTARのSとTと、WARSのRとSを繋げることを決めた。ルーカスのプロデューサーであるゲイリー・カーツは、ライスのロゴはオープニングタイトルでうまく機能すると気付いた。ロゴは最終カットの直前に、Wの鋭角な部分を平らにするという修正が行われた。一方で、ペリの傾いた形のロゴは映画本編では出てこなかったが、1977年に公開された映画『スター・ウォーズ』の宣伝用ポスターに大々的に使われた。特にトム・ジャングによるA型、ブラザーズ・ヒルデブラントによるB型、そしてトム・シャントレルのC型ポスターでは目立った形で使われている。
2005年のインタビューで、ジョージ・ルーカスはどのようにして『スター・ウォーズ』のテキストの言い回しの完成形を編み出したかを語った。「クロールは、難しいものだった。なぜなら人々が理解できないほどに多くの言葉を使わないよう気を付けなければならないからだ。それはまるで詩の様だ。1970年代頃、僕は多くの友人に最初のクロールを見せたんだ。それぞれ、4行6段落で続いた。そこにブライアン・デ・パルマがいたんだ」。デ・パルマは、文章を映画に使われる形式に編集する手助けをした。

## 制作
最初の6作品を手掛けたデニス・ミューレンによると、オリジナル・トリロジーのオープニングクロールは物理的に書かれたモデルを床に敷いて撮影された。モデルは、おおよそ幅60cm、長さ1.80mであった。スクロールはカメラをモデルに沿って動かすことによって行われた。スムーズなスクローリングの効果を付けるのが非常に難しく、また手間がかかった。さらに、他の言語のバージョン（ドイツ語、フランス語やスペイン語など）がILMで製作された。
コンピューター生成画像の出現とともに、プリクエル・トリロジーのクロールは、より素早く作成できるようになった。  
ルーカスフィルムの社長であるキャスリーン・ケネディは、クロールを含め、2016年のスピンオフ映画『ローグ・ワン/スター・ウォーズ・ストーリー』はオリジナル映画シリーズと差別化するために「なるべく」オープニングクロールを含むオリジナル映画の要素を踏襲せずに作ったと述べた。実際、『ローグ・ワン/スター・ウォーズ・ストーリー』では「遠い昔 はるかかなたの銀河系で…」から始まり、その次にはクロールなしで、すぐにオープニングシーンへと移っていく。 
2つ目のスピンオフ映画である『ハン・ソロ/スター・ウォーズ・ストーリー』はオープニングクロールの代わりに、「遠い昔 はるかかなたの銀河系で…」の直後に、同じフォント、サイズ、色の文章が1文ごとに出てくるという形の導入文が使われた。

## エピソード4のオープニングクロール
最初の映画『スター・ウォーズ』のオープニングクロールは、ルーカスの当初の意図とはかなり異なっていた。1977年2月にルーカスが友人とスタジオの重役にみせた試作段階のカットはマーベルコミックスに掲載された映画の翻案作品『スター・ウォーズ』に登場している。1977年5月に公開された当初、最初の作品は単にStar Warsと名づけられた。1977年より以前にStar Warsという名の映画はなかったため、20世紀フォックスは、ルーカスに、観客を混乱させるという理由のもとに副題をつけることを禁止した。加えて、続編ができるかどうかという確証がなかった。1980年に『帝国の逆襲』が公開された頃には、オープニングクロールの最初の2行に、エピソード数の"Episode V"と副題の"THE EMPIRE STRIKES BACK"が表記された。これに伴い、続編のクロールと整合性を持たせるために、エピソード数の"Episode IV"と副題"A NEW HOPE"が1981年4月に劇場で再リリースされた『スター・ウォーズ』に追加された。

## パロディ

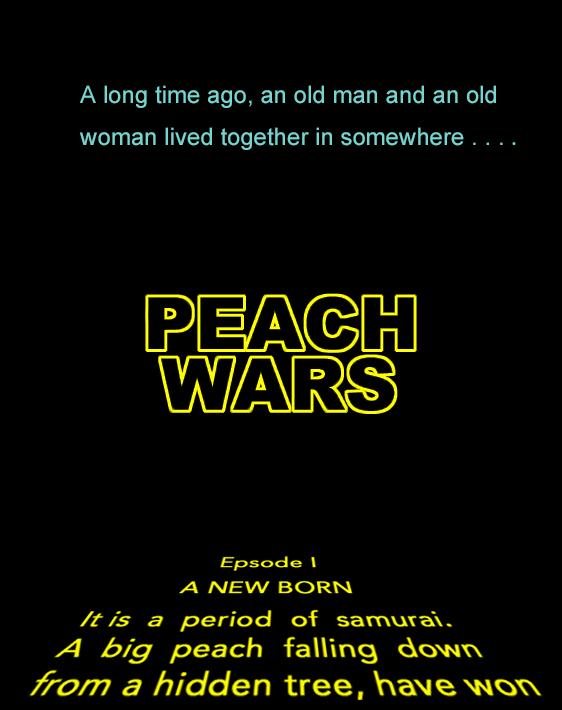
オープニングクロールのパロディ

オープニングクロールのスタイルは、その独特性から後の作品の模倣やパロディの対象となることも多い。
2008年に作られた『スター・ウォーズ』シリーズのファンを描いた映画『ファンボーイズ』のオープニングでは『スター・ウォーズ エピソード6/ジェダイの帰還』風なパロディ版のクロールが流れる。
2011年に放送されたコメディドラマ『コミ・カレ!!』の第24話「緑陽 (グリーンデール) のガンマン」では、全編通じてスター・ウォーズ由来のモティーフが描かれているが、コールドオープンの後のオープニングも通常のものではなく、スター・ウォーズのオープニングクロールに似せた形式、音楽のものを使用した。